# Khan Jamal
Khan Jamal (* 23. Juli 1946 in Jacksonville (Florida) als Warren Robert Cheeseboro; † 10. Januar 2022 in Philadelphia (Pennsylvania)) war ein US-amerikanischer Musiker des Modern Jazz (Vibraphon, Marimbaphon, Balafon, auch Piano, Perkussion).

## Leben und Wirken
Khan, der als Sohn einer Klavierlehrerin in Philadelphia aufwuchs, erlernte zunächst Klavier und dann auch Saxophon. Während seines Musikstudiums an der „Granoff School of Music“ und am „Combs College“ nahm er privaten Vibraphon-Unterricht bei Bill Lewis. 1971 gründete er mit Byard Lancaster die Gruppe „Sound of Liberation“; 1972 folgte dann „The Creative Art Ensemble“. Ab 1973 gehörte er, obwohl weiterhin von Philadelphia aus operierend (wo er musikalischer Leiter der Philadelphia Jazz Foundation war), zur Loft Jazz Szene von New York City. Er spielte regelmäßig mit Sunny Murray, Sam Rivers, Don Pullen, David Murray, Frank Lowe, Gary Bartz, Sun Ra oder Larry Young. Ab 1974 gastierte er mehrfach in Europa, trat aber auch auf dem Newport Jazz Festival auf. In Frankreich nahm er 1974 zusammen mit Christian Vander und Clint Jackson III eine Solo-LP auf. Erst Anfang der 1980er Jahre zog er nach New York, wo er dann mit Ted Daniel, mit der „Decoding Society“ von Ronald Shannon Jackson und mit Billy Bang arbeitete und aufnahm. 1982/84 nahm er – u. a. mit Byard Lancaster und Bernard Samuel – das Album Infinity auf; 1984 konzertierte er im Duo mit Mal Waldron, 1986 mit Joe Bonner. Ende der 1980er Jahre lebte er in Skandinavien, wo er mehrere Alben für SteepleChase Records aufnahm. 2000 wirkte er bei Jemeel Moondocs Album Revolt of the Negro Lawn Jockeys mit. Im Bereich des Jazz war er laut Tom Lord zwischen 1972 und 2008 an 41 Aufnahmesessions beteiligt.
Martin Kunzler zufolge hat Jamal neben seinen Vorbildern Bobby Hutcherson und Walt Dickerson ähnlich wie auch Jay Hoggard wichtige Beiträge zu einer Erneuerung des Vibraphonpiels geleistet; dabei hat er sowohl Elemente afrikanischer Musikkulturen integriert als auch verstärkt die Bluestradition berücksichtigt. 1988 gewann er den Kritikerpoll des Down Beat als Vibraphon-Talent, das weitere Beachtung verdient.

## Diskographische Hinweise
- Drum Dance to the Motherland (1973/2006)
- Give the Vibes Some (1974, mit Hassan Rashid (aka Christian Vander) und Clint Jackson III)
- Peace Warrior (1982, 1989, mit Byard Lancaster u. a.)
- Three (1984, mit Johnny Dyani, Pierre Dørge)
- Dark Warrior (1984)
- Infinity 1984
- Cool (1989, mit Dwight James, Warren Ore, John Rodgers)
- Percussion and Strings (CIMP, 1997) mit Dylan Taylor
- Balafon Dance (2002, mit Jemeel Moondoc u. a.)
- Returm from Exile (2005)
- Black Awareness (2005)
- Impressions of Coltrane (2009, mit Byard Lancaster u. a.)

## Lexigraphische Einträge
- Leonard Feather, Ira Gitler: The Biographical Encyclopedia of Jazz. Oxford University Press, New York 1999, ISBN 0-19-532000-X.
- Martin Kunzler: Jazz-Lexikon. Band 1: A–L. (= rororo-Sachbuch. Band 16512). 2. Auflage. Rowohlt, Reinbek bei Hamburg 2004, ISBN 3-499-16512-0.